# Neue Leipziger Schule

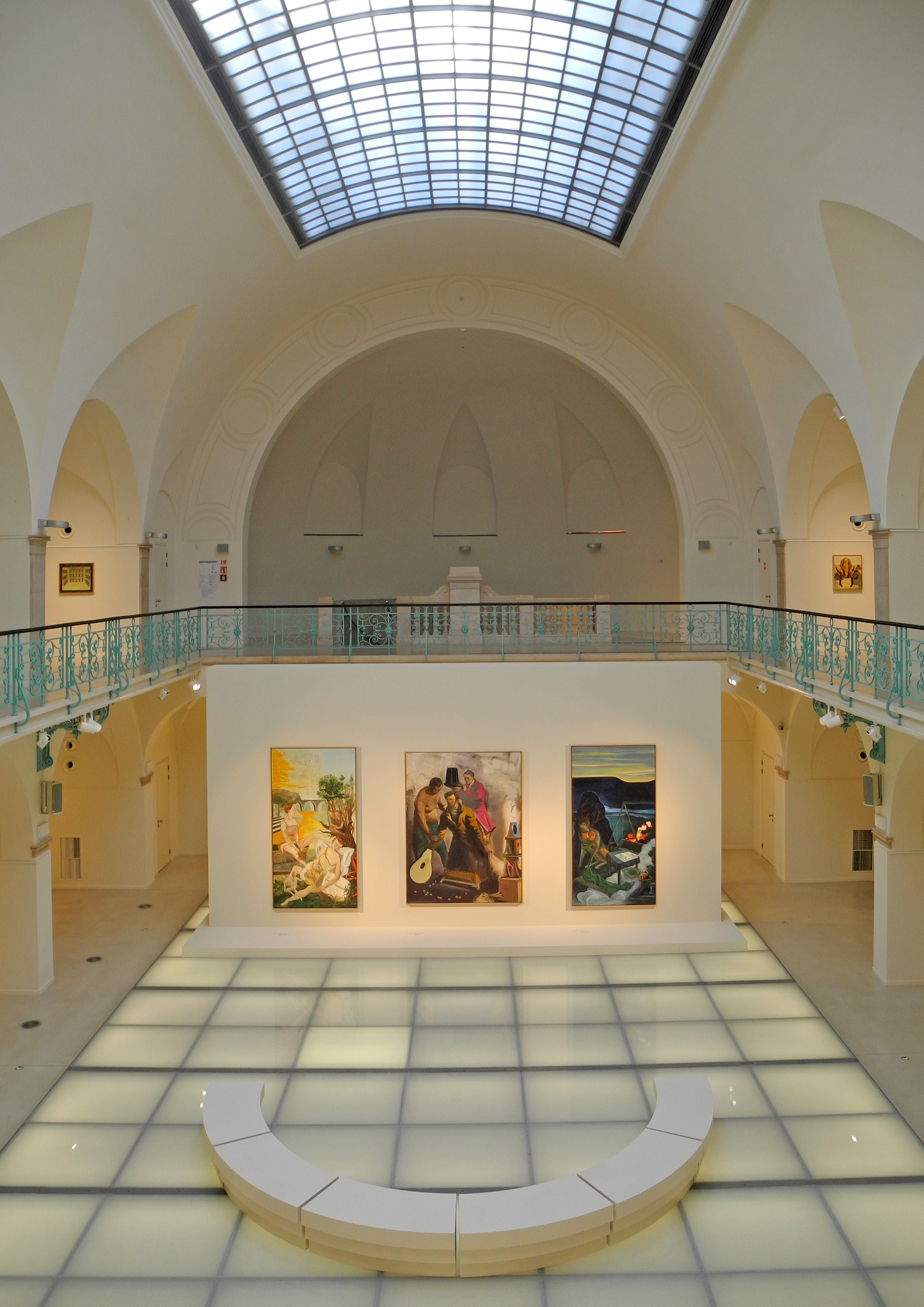
Ausstellung von Rosa Loy und Neo Rauch in Liberec in Tschechien (2024)

Der umstrittene Begriff Neue Leipziger Schule bezeichnet eine Strömung der modernen Malerei. Bedeutung hat er vor allem als Label und Marketinginstrument auf dem Kunstmarkt. Die Künstler selbst lehnen eine Zugehörigkeit meist ab. Auch die Kunstwissenschaft meidet den Begriff aufgrund seiner Unschärfe weitgehend.

## Der Begriff
Die Bezeichnung bezieht sich auf die „alte“ Leipziger Schule, ein kunstjournalistischer Begriff, der sich ca. 1977 mit der Teilnahme von Werner Tübke, Wolfgang Mattheuer und Bernhard Heisig an der documenta 6 gefestigt hat. Deren Schüler, darunter Sighard Gille und Arno Rink, können als zweite Generation der „Leipziger Schule“ angesehen werden. Auf deren Schüler als dritte Generation und ihre Situation nach der politischen Wende bezieht sich der Ausdruck Neue Leipziger Schule, der eng mit der Hochschule für Grafik und Buchkunst in Leipzig verbunden ist. Seltener werden auch Rolf Kuhrt oder noch Heisig und Tübke als ihre Vertreter gesehen. Die Arbeiten zeichnen sich häufig durch eine Kombination aus figürlichen und abstrakten Elementen aus. Klare Botschaften, die für die Leipziger Schule noch charakteristisch waren, finden sich nicht mehr. „Obwohl die Bilder großteils in Gegenständlichkeit ausformuliert sind, bleibt das Innerste, das sie zusammenhält, abstrakt. … Es sind Stimmungsbilder, die eine melancholische Gelassenheit im status quo zeigen“.

## Geschichte
Bedeutenden Anteil an dem Erfolg der „Neuen Leipziger Schule“ hat der Galerist Judy Lybke (Eigen + Art, Leipzig-Berlin), der seit den 1990er Jahren insbesondere die Werke von Neo Rauch auf dem US-amerikanischen Kunstmarkt bekannt machte. Sukzessive gelangten dadurch auch andere Leipziger Künstler zu internationaler Geltung. Die Erfolge lassen Parallelen zu den Young British Artists erkennen. Wichtig für den Erfolg der Leipziger Maler war darüber hinaus die Talentsuche des Galeristen Matthias Kleindienst, der die Druckwerkstatt Holzschnitt an der Hochschule für Grafik und Buchkunst leitet und vielen Leipziger Künstlern den Weg ebnete. Davon profitierten u. a. Matthias Weischer und David Schnell. Erheblichen Anteil am Markterfolg der „Neuen Leipziger Schule“ hatte die Produzentengalerie „LIGA“, die von 2002 bis 2004 in Berlin-Mitte bestand und von Christian Ehrentraut, einem früheren Mitarbeiter von Judy Lybke, geführt wurde.
Viele Maler und deren Galeristen haben ihre Ateliers und Sitz im Leipziger Musikviertel und seit 2005 vor allem auch in der Baumwollspinnerei in Leipzig-Lindenau. Die größte Kunstsammlung der Leipziger und Neuen Leipziger Schule stellt die Kunstsammlung der Sparkasse Leipzig dar. Weitere bedeutende Sammlungen mit Bildern von Künstlern der Neuen Leipziger Schule befinden sich im Galerie Hotel Leipziger Hof im Stadtteil Neustadt in Leipzig und bei der VNG ART des in Leipzig ansässigen Unternehmens VNG.

## Vertreter
Zur „Neuen Leipziger Schule“ werden u. a. Neo Rauch, Hans Aichinger, Tilo Baumgärtel, Isabelle Dutoit, Tim Eitel, Tom Fabritius, Rayk Goetze, Bruno Griesel, Paule Hammer, Katrin Heichel, Aris Kalaizis, Axel Krause, Kathrin Landa, Rosa Loy, Christoph Ruckhäberle, David Schnell, Michael Triegel, Miriam Vlaming und Matthias Weischer gezählt, wobei die Zugehörigkeit nicht einheitlich gesehen wird.